# Camera dei consiglieri (Giappone)
La Camera dei consiglieri (参議院?, Sangiin) è la camera alta della Dieta del Giappone.
La Camera dei rappresentanti è la camera bassa.
La Camera dei consiglieri ha ereditato le funzioni della Camera dei pari nel periodo ante-guerra, l'equivalente giapponese della britannica Camera dei lord.
Se le due camere esprimono posizioni diverse in materia di trattati internazionali, bilancio o designazione del primo ministro, prevale la Camera dei rappresentanti.
In tutte le altre occasioni, la Camera dei rappresentanti può superare una posizione contraria della Camera dei consiglieri solo mediante un'approvazione con la maggioranza dei due terzi dei membri.
La Camera dei consiglieri conta 248 membri con un mandato di sei anni, due anni in più di quello dei membri della Camera dei rappresentanti. La Camera non può essere sciolta, in quanto si ha un rinnovamento di metà dei membri a ogni elezione.
Dei 121 membri eletti a ogni tornata, 73 sono eletti nei 47 distretti delle prefetture e 48 da una lista nazionale con sistema proporzionale. 
Fino alle elezioni del 1998, i membri erano 252, 126 eletti a ogni tornata: 76 nei distretti delle prefetture e 50 su base nazionale.
Nelle elezioni del 2001 questi numeri furono ridotti e il totale fu di 247 (126 eletti nel 1998 e 121 eletti nel 2001).
I consiglieri devono avere un'età minima di 30 anni.